# Tristan Hoffman
Tristan Henri Christiaan Hoffman (Groenlo, 1 de gener de 1970) és un director esportiu i antic ciclista neerlandès, que fou professional entre 1992 i 2005.
Especialista en les clàssiques, en el seu palmarès destaca el Campionat dels Països Baixos en ruta de 1992, la Veenendaal-Veenendaal, la París-Bourges i l'A través de Flandes. Acabà diverses vegades entre els deu primers en el Tour de Flandes i la París-Roubaix, on el 2004 acabà en segona posició per darrere Magnus Bäckstedt.
Una caiguda a la Het Volk de 2005 va posar punt final a la seva carrera professional, unint-se immediatament a l'equip d'entrenament del Team CSC. Des del 2007 ha passat a desenvolupar tasques de director esportiu a diferents equips com el T-Mobile o el Tinkoff-Saxo.

## Palmarès
- 1990
  - 1r a la Volta a Overijssel
- 1991
  - 1r a l'Internatie Reningelst
- 1992
  -  Campió dels Països Baixos en ruta
- 1993
  - Vencedor d'una etapa del Tour de l'Avenir
  - Vencedor d'una etapa del Volta a Suïssa
- 1994
  - Vencedor d'una etapa del Herald Sun Tour
- 1995
  - Vencedor d'una etapa del Volta a Suècia
  - Vencedor d'una etapa del Volta a Múrcia
- 1996
  - 1r a l'A través de Flandes
  - 1r a la París-Bourges
- 1999
  - 1r a la Veenendaal-Veenendaal
  - 1r a la Clàssica de Sabiñánigo
  - Vencedor d'una etapa dels Tres dies de Flandes Occidental
- 2000
  - 1r a l'A través de Flandes
  - 1r al Tour de Made

### Resultats al Tour de França
- 1995. Abandona (15a etapa)
- 2000. 117è de la classificació general

### Resultats a la Volta a Espanya
- 1997. Abandona (7a etapa)
- 1998. 95è de la classificació general

### Resultats al Giro d'Itàlia
- 1998. Fora de control (17a etapa)